# Amorphophallus forbesii
Amorphophallus forbesii är en kallaväxtart som först beskrevs av Adolf Engler, och fick sitt nu gällande namn av Adolf Engler och Karl Gehrmann. Amorphophallus forbesii ingår i släktet Amorphophallus och familjen kallaväxter. Inga underarter finns listade.